# Schlik

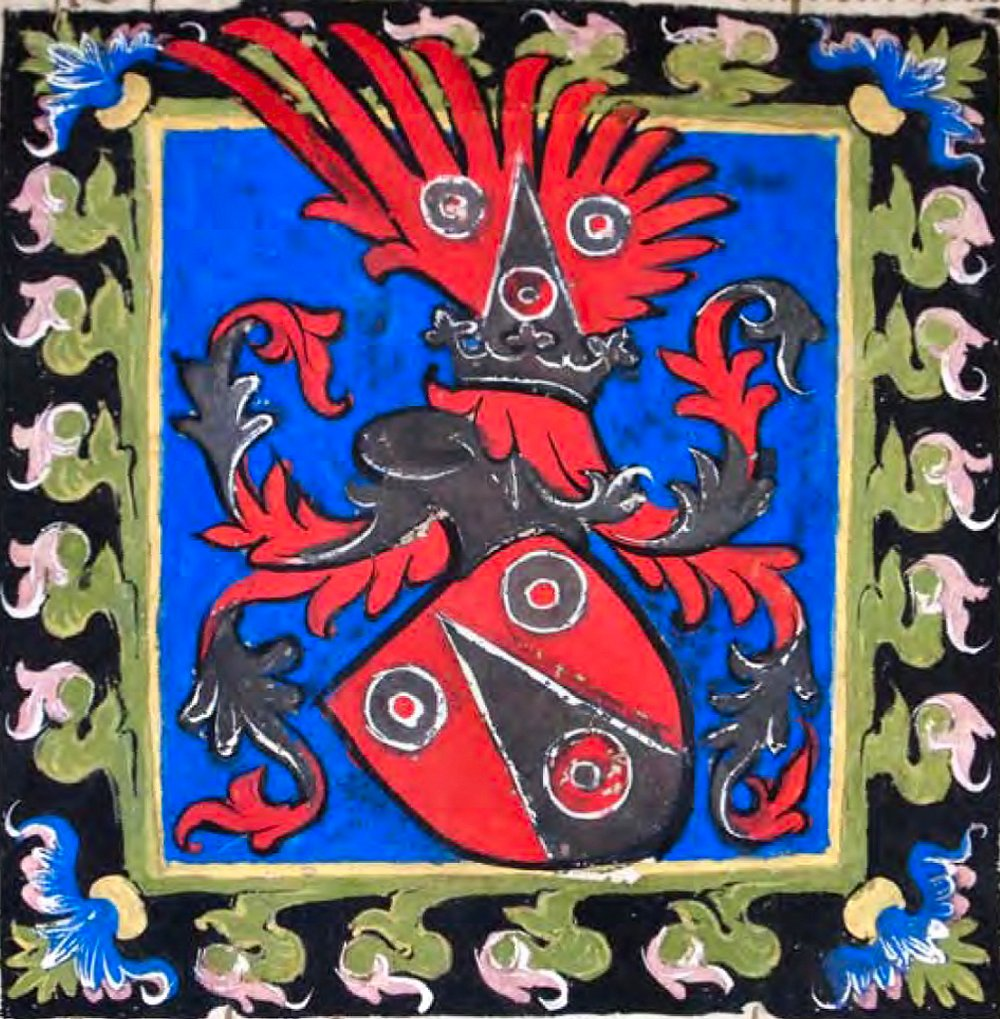
Stammwappen derer Schlik im Wappenbrief von 1416

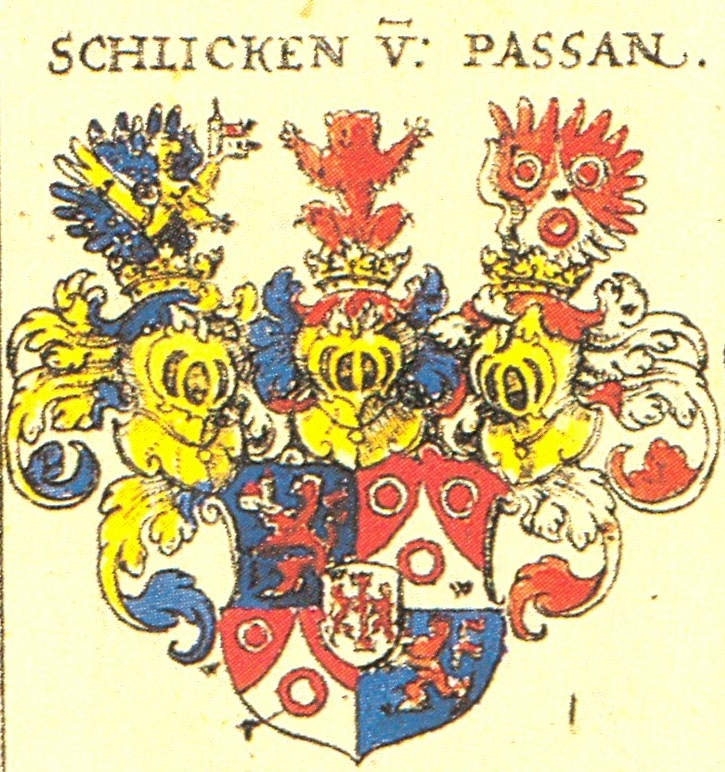
Wappen der Grafen Schlik (Siebmacher 1605)

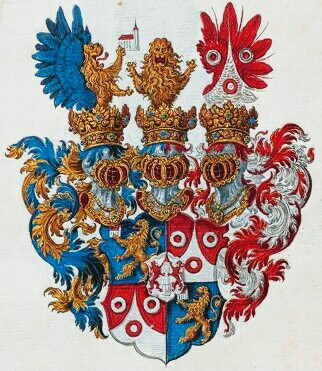
Wappen der Grafen Schlick (Wappenbuch um 1550/1574)

Die Grafen Schlik (tschechisch Šlikové), in der Frühen Neuzeit auch Schlick geschrieben, waren ursprünglich ein Patriziergeschlecht mit Wurzeln im böhmischen Eger (Cheb).

## Geschichte
Hypothesen zufolge stammte das Geschlecht ursprünglich aus dem Vogtland. Das alte Prädikat von Lasan könnte auf Oberlosa als Herkunftsort verweisen. Anlässlich seiner Vermählung mit Agnes, der Tochter des Herzogs Heinrich V. von Oels, ließ Kaspar Schlick die Abstammung seines Vaters Heinrich I. Schlick aus dem fränkischen Adel und seiner Mutter, zuweilen als Constantia bezeichnet, aus dem Italienischen Hochadel, der Markgrafen von Collalto, feststellen. Diese Annahme, die wohl lediglich den deutlichen Rangunterschied der Eheleute ausgleichen sollte, gilt als umstritten. Gesichert ist, dass der Tuchhändler Heinrich I. Schlick seit dem ausgehenden 14. Jahrhundert in der freien Reichsstadt Eger im Nordgau nachweisbar ist. Der Aufstieg der Familie begann in der ersten Hälfte des 15. Jahrhunderts, als Kaspar Schlick für seine diplomatischen Dienste von Kaiser Sigismund geadelt und zum Freiherrn (1422) und Reichsgrafen (1437) erhoben wurde. Er war ab 1433 Kanzler des Heiligen Römischen Reichs und als solcher der erste Amtsinhaber, der Laie und bürgerlicher Herkunft war. Die Titulaturen und Besitztümer sollen sich Kaspar Schlick und seine Brüder durch Urkundenfälschung angeeignet haben.
Den Schlik gehörten neben den Grafschaften Passaun (Bassano) in Norditalien und Weißkirchen (Holíč) in der heutigen Westslowakei auch Falkenau an der Eger sowie Höfe bei Elbogen (Loket) und Eger. Letztere Herrschaften erhielt die Familie von Kaiser Sigismund als Entschädigung für den Verlust der italienischen Besitztümer. Später kamen Kunštát, Kopidlno, Welisch, Ploschkowitz, Wildstein und andere hinzu. Quelle ihres Reichtums waren die Silberbergwerke bei St. Joachimsthal und die Prägung von Münzen (Joachimstaler). Nach den Silberfunden zu Beginn des 16. Jahrhunderts hatten sie das königliche Münzregal mit Zustimmung der böhmischen Stände beschlagnahmt. König Ferdinand I. konnte es den Schlik 1620 nach der Schlacht am Weißen Berg wieder entziehen. Die weitverzweigte Adelsfamilie spielte im ersten Jahrhundert der Habsburgerherrschaft eine bedeutende Rolle im böhmischen Ständestaat. Sie bekleideten wichtige Positionen in der ständischen Verwaltung oder waren Amtsträger der habsburgischen Herrscher. Bereits seit 1520 schlossen sich viele Angehörige des Geschlechts der lutherischen Reformation an, andere blieben katholisch. Bedeutende Repräsentanten der Familie standen für das Recht der Stände gegenüber dem Herrscher ein. Sie nahmen aktiv an den Aufständen gegen die Habsburger 1547 und 1618–1620 teil. Nach der Schlacht am Weißen Berg verloren die evangelischen Schlik ihr Vermögen, das vom Kaiser konfisziert wurde. Einer der Führer der böhmischen Aufständischen, Joachim Andreas von Schlick, wurde 1621 hingerichtet. Der Teil der Familie, der den Habsburgern treu geblieben war, erhielt einen Teil der Höfe der Herren von Waldstein.

## Personen

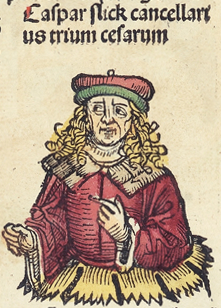
Kaspar Schlick (um 1396–1449), Kanzler des Heiligen Römischen Reichs (Schedelsche Weltchronik, 1493)

- Albrecht von Schlick, Landvogt der Niederlausitz
- Franz Heinrich von Schlik, (1696–1766), österreichischer Staatsmann
- Franz Schlik zu Bassano und Weißkirchen (1789–1862), österreichischer General der Kavallerie
- Heinrich I. Schlick (1355–1416), Tuchhändler und Ratsherr in Eger, verheiratet mit Constantia, Tochter des Markgrafen Roland von Treviso[4]
- Heinrich II. Schlick (ca. 1400–1448), Fürstbischof von Freising
- Heinrich Schlik zu Bassano und Weißkirchen (1580–1650), österreichischer Feldmarschall und Hofkriegsratspräsident
- Hieronymus Schlick, Graf zu Bassano, Herr zu Weißkirchen († 1612), kurbrandenburgischer Hofrat
- Joachim Andreas von Schlick (1569–1621), einer der Führer der protestantischen Stände in Böhmen
- Joachim von Schlik, Landvogt der Oberlausitz
- Johann Albin Schlick, (1579–1640) Graf zu Passaun und Weißkirchen, Herr auf Falkenau und Duppau, war Vertreter der böhmischen Stände, Anhänger des Winterkönigs Friedrich V. von der Pfalz und letzter protestantischer Besitzer der Herrschaft Falkenau
- Kaspar Schlick (ca. 1396–1449), Graf von Passaun und Weißkirchen und Kanzler des Heiligen Römischen Reichs. Erbt zusammen mit seinen Brüdern Mathäus und Nikolaus aus dem Nachlass seiner Mutter die Herrschaft Bassano bei Treviso
- Leopold Schlik zu Bassano und Weißkirchen (1663–1723), österreichischer Generalkriegskommissar, Botschafter, Feldmarschall und böhmischer Hofkanzler
- Lorenz Schlick (ca. 1495–1583), Reichsgraf, königlicher Rat und Hauptmann der Prager Altstadt
- Mathäus Schlick († 1487), Reichsgraf zu Passaun, Graf zu Weißkirchen
- Stefan Schlick (1487–1526), Graf von Bassano, Montanunternehmer

## Besitztümer
Die Familie besaß zahlreiche Besitztümer in Böhmen, so von 1434 bis 1585 die Herrschaft Schlackenwerth (Ostrov) mit den Bergwerken (Silber, Zinn, Eisenerz und Blei) von Sankt Joachimsthal und Heinrichsgrün, wozu auch Neu Rohlau, Salmthal, Schindlwald und Stolzenhain gehörten, ferner die Herrschaft Falkenau (mit Sitz auf Schloss Sokolov), Schloss Altenburg (1634–1906) und Schloss Jičíněves (1634–1948 und infolge Restitution wieder seit 1992).
Sodann gehörten der Familie zeitweise auch Burg Freudenstein (Jáchymov), Hallerstein, Schloss Hauenstein mit Měděnec, Hohenfinow, Holíč (Weißenkirchen), Ivanovice na Hané, Kopidlno, Krajková, Kuttenplan, Lanz, Libořice, Burg Loket (Elbogen), Manětín, Oels, Pladen, Plan, Schloss Ploskovice, Rabštejn nad Střelou (Rabenstein), Rostok, Burg Schöneck (Vogtland), Burg Seeberg, Srbeč, Veliš u Jičína, Burg Wildstein. In Wien residierten sie im Palais Schlick im 9. Wiener Gemeindebezirk.

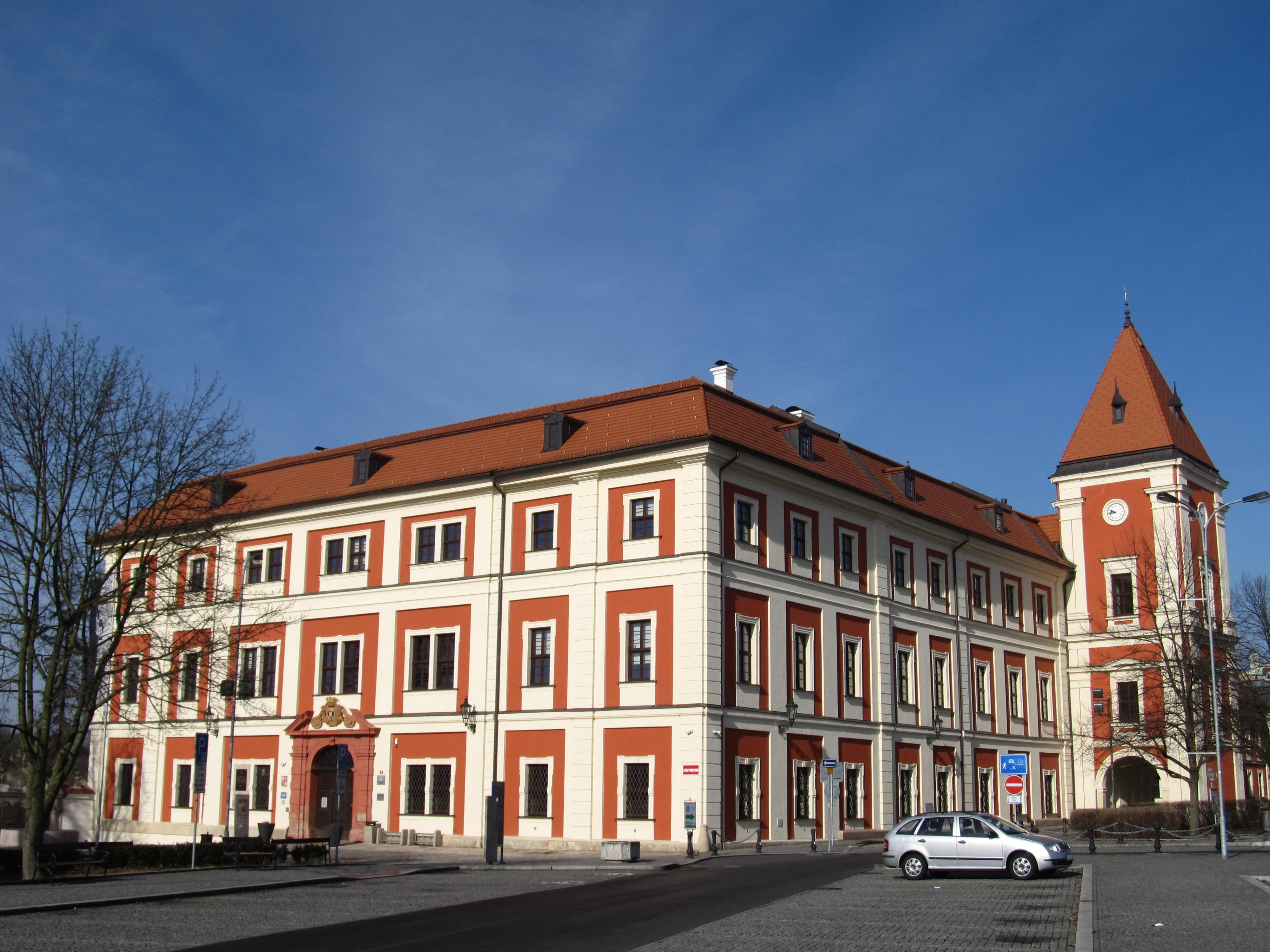
Schloss Ostrov, früher auch als Schlickschloss bezeichnet
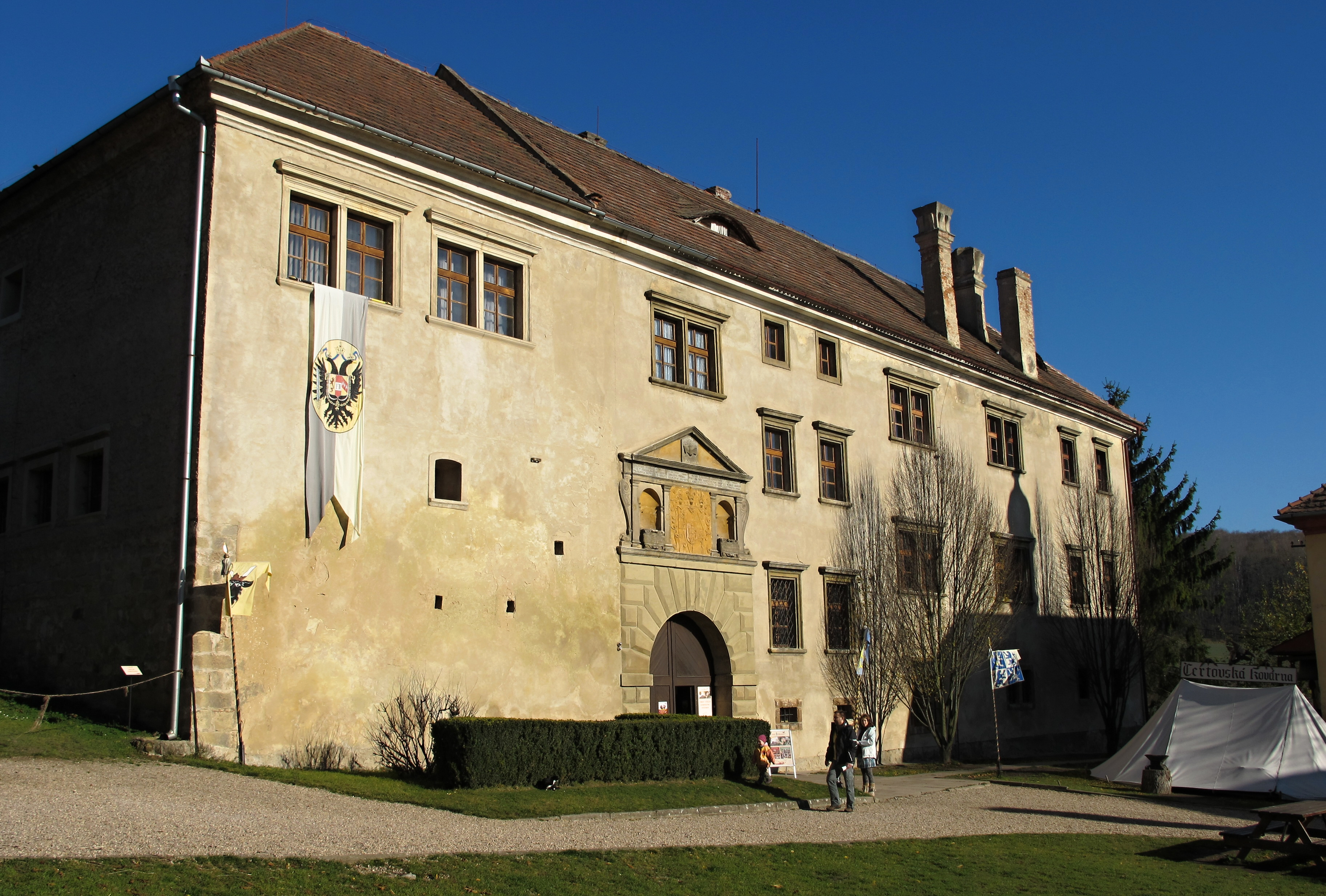
Schloss Altenburg (Staré Hrady), 1634–1906 im Besitz der Familie
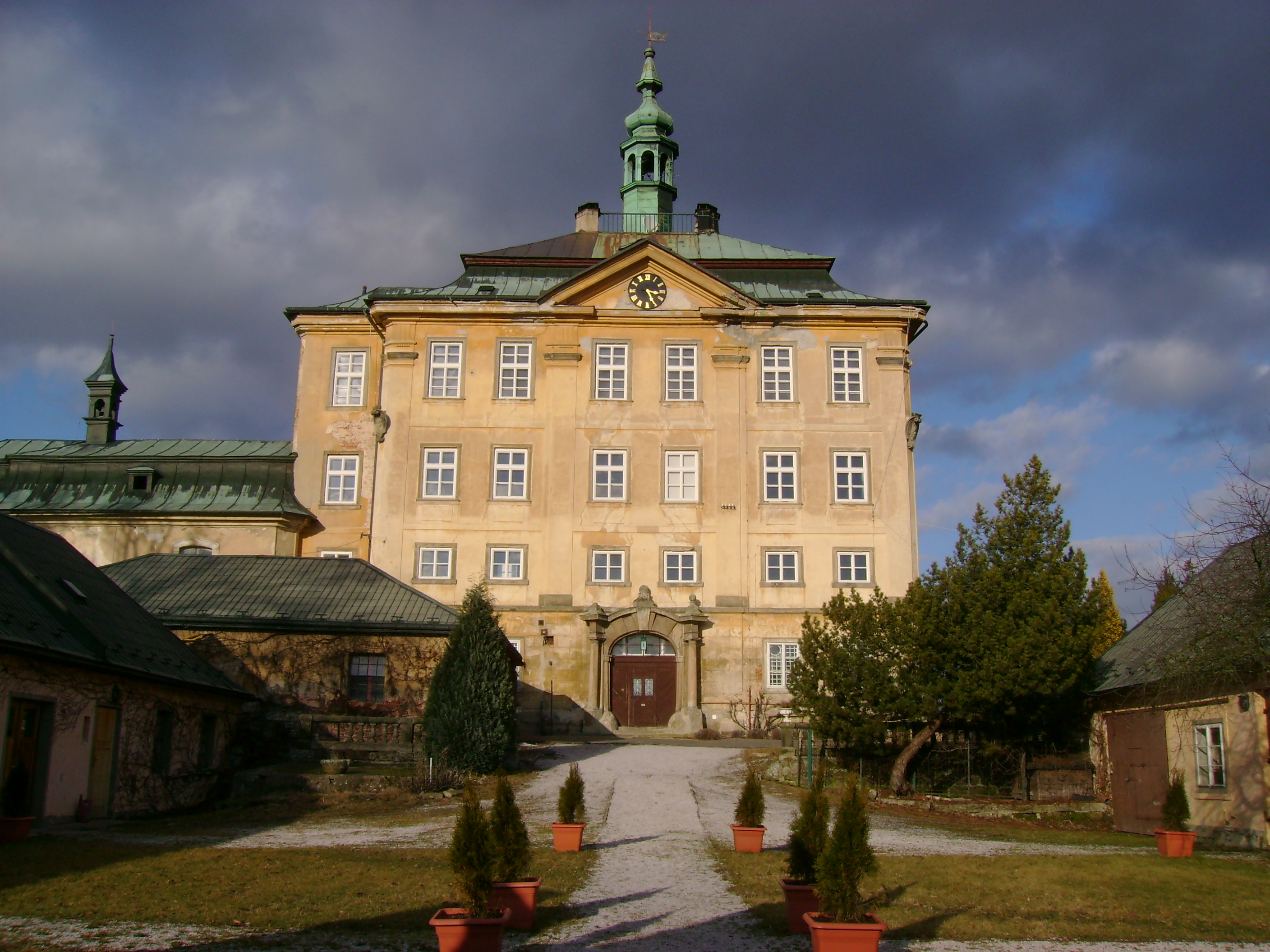
Schloss Jičíněves, seit 1634 bis heute im Besitz
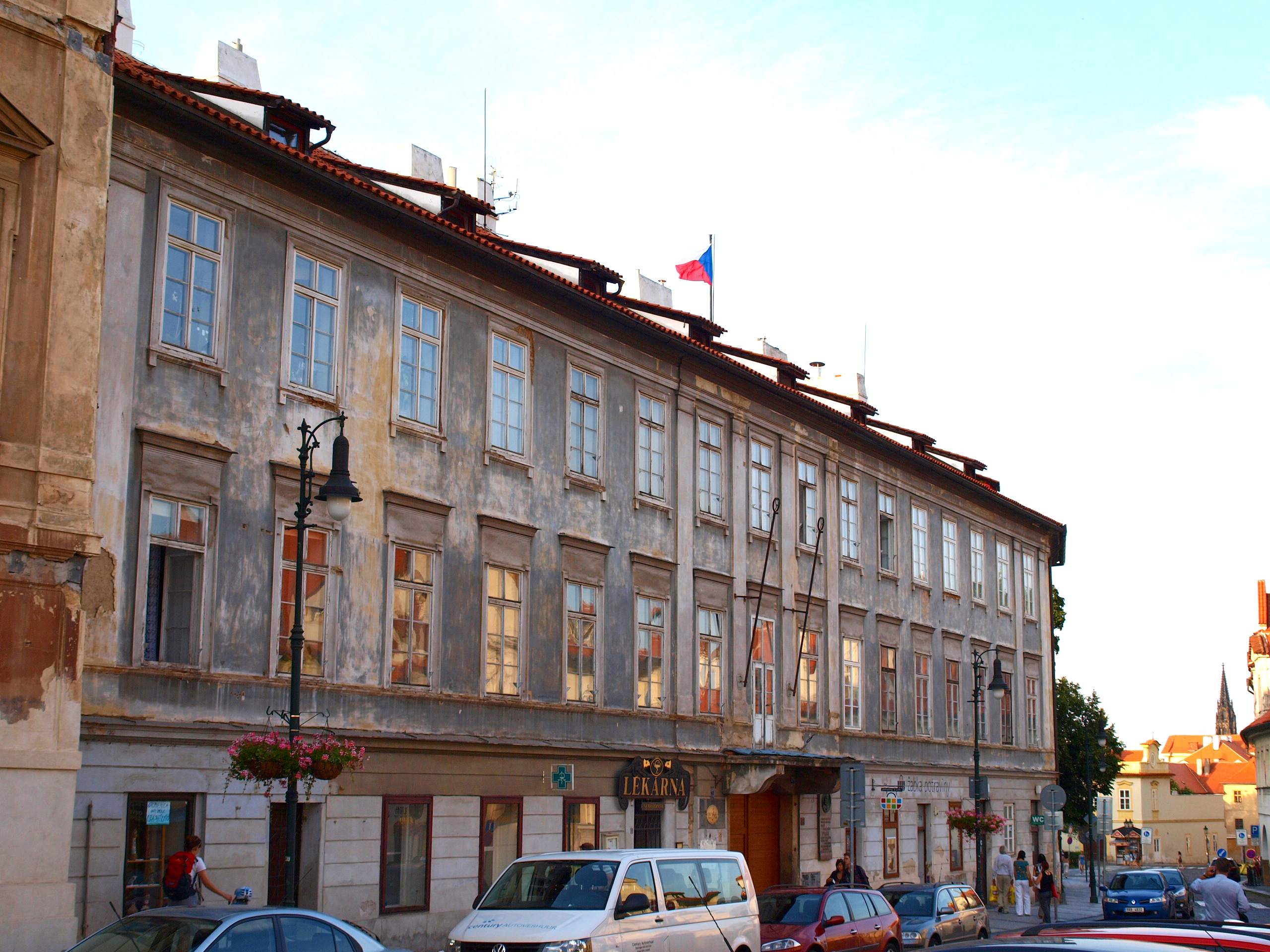
Palais Schlick in Prag
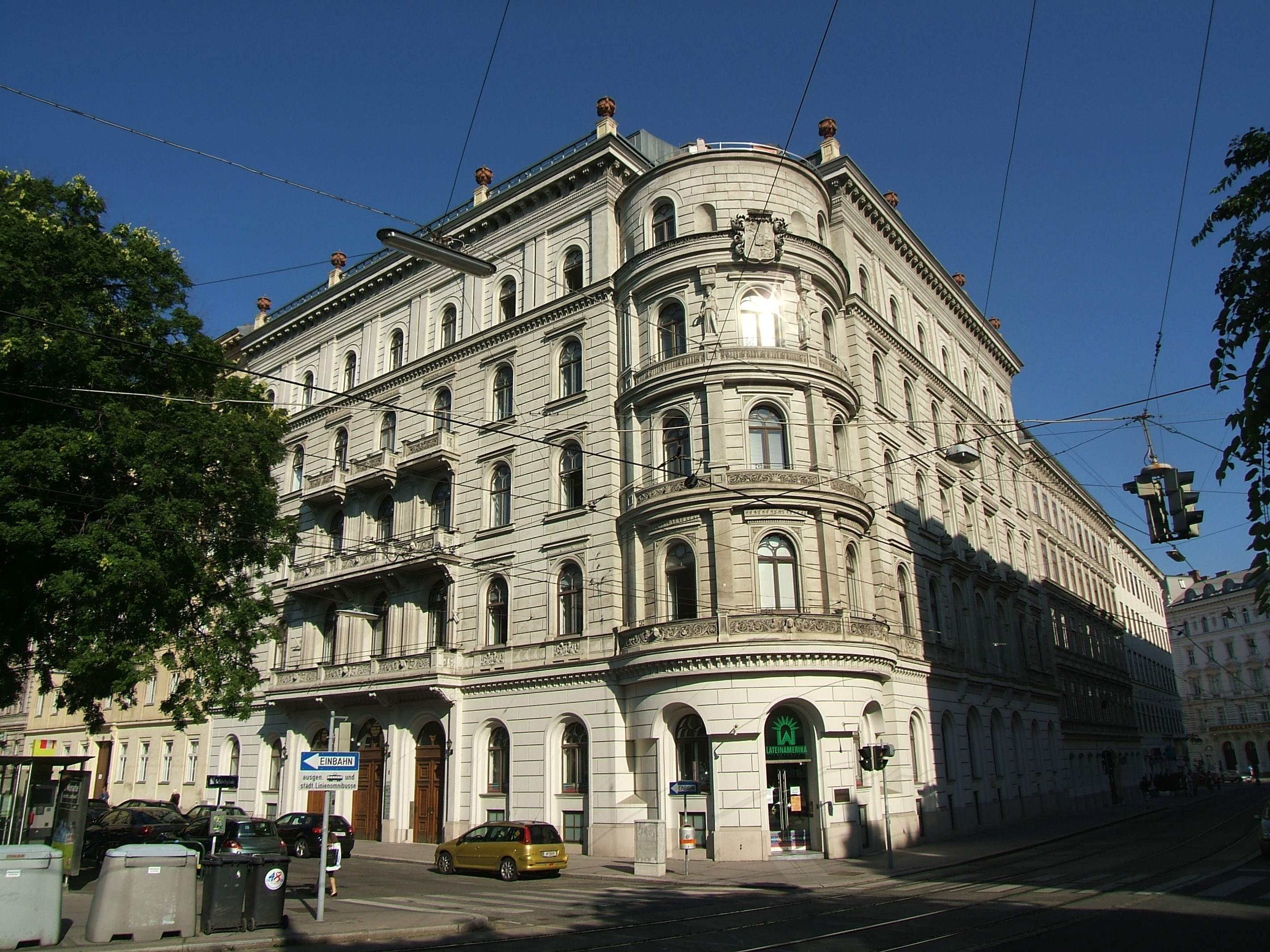
Palais Schlick in Wien